# Schaduwmostrilzwam
De schaduwmostrilzwam (Tremella phaeophysciae) is een korstmosparasiet behorend tot de familie Tremellaceae. Hij leeft op het rond schaduwmos (Phaeophyscia orbicularis).

## Kenmerken
De basidiosporen meten 6–8 × 5,5–7,5 μm. De basidia meten 15–27 μm.

## Verspreiding
In Nederland komt de soort zeldzaam voor.